# Niandra Lades and Usually Just a T-Shirt
Niandra Lades and Usually Just a T-Shirt – pierwszy solowy album Johna Frusciante wydany 8 marca 1994 za pośrednictwem American Recordings. Muzyk wydał album, ulegając namowom swoich bliskich i przyjaciół, którzy twierdzili, że wkoło nie ma już dobrej muzyki.
Niandra Lades and Usually Just a T-Shirt łączy tendencje awangardowe i użycie techniki strumienia świadomości z dźwiękami pianina i gitary elektrycznej. Frusciante uzyskał wiele efektów dźwiękowych za pomocą syntezatora oraz manipulowania taśmami. Materiał na album w całości został nagrany na czterościeżkowym magnetofonie. Album składa się z dwóch nieformalnych części: pierwsza – Niandra Lades została nagrana przed opuszczeniem przez muzyka zespołu Red Hot Chilli Peppers w 1991 roku, w trakcie nagrywania albumu Blood Sugar Sex Magik, druga część – Usually Just a T-Shirt była nagrywana w trakcie odbywania przez Red Hot Chili Peppers trasy koncertowej, tuż po odejściu z niej Frusciante. Album okazał się rozczarowaniem dla muzyka i niewielkim sukcesem komercyjnym. Został wydany w okresie dużego uzależnienia Frusciantego od heroiny i kokainy.
W utworze „Height Down” gościnnie zaśpiewał River Phoenix tuż przed swą śmiercią w wyniku przedawkowania narkotyku. Utwór miał pojawić się na płycie, jednak został dołączony dopiero do albumu Smile from the Streets You Hold.

## Kontekst
Frusciante dołączył do Red Hot Chilli Peppers w 1988 w wieku 18 lat i w następnym roku wydał z nią swój pierwszy album, Mother’s Milk. Kolejny album zespołu, Blood Sugar Sex Magik, był nagrywany w niezamieszkanej rezydencji, w której grupa zdecydowała się zamieszkać na okres nagrywania. Frusciante dobrze zaadaptował się do panujących warunków: większość czasu spędzał malując amatorskie obrazy, słuchając muzyki i nagrywając materiał, który przypuszczalnie miał się znaleźć na pierwszej połowie płyty, Niandra Lades. Blood Sugar Sex Magik wydano 24 września 1991 i okazał się ogromnym sukcesem: dotarł do trzeciego miejsca na amerykańskich listach przebojów oraz sprzedał się w nakładzie 12 milionów kopii na całym świecie. Krótko po sukcesie albumu Frusciante zaczął wyrażać niechęć do drastycznie wzrastającej popularności zespołu. Twierdził, że formacja jest zbyt popularna i uważał, że grupa nadal powinna grać w przydrożnych klubach dla niewielkiej publiczności, tak jak to miało miejsce, gdy dołączył do grupy. Według bliskich muzyka szybka droga Red Hot Chilli Peppers do popularności była dla Frusciante dużym zaskoczeniem i muzyk nie mógł sobie z tym poradzić. W czasie trasy koncertowej promującej album Blood Sugar Sex Magik Frusciante uzależnił się od zażywania heroiny i kokainy. Wraz wokalistą Anthonym Kiedisem często kłócił się z producentami w sprawie koncertów, często nie zjawiał się na występach grupy. Frusciante zaczął sabotować koncerty grając nieprawidłowe intro do piosenki, bądź nagle wychodząc z rytmu. Jego stosunki z członkami zespołu pod koniec 1991 roku ochłodziły się. Frusciante opuścił zespół przed rozpoczęciem japońskiego etapu trasy koncertowej promującej album Blood Sugar Sex Magik w 1992 roku.

## Pisanie i nagrywanie
Po opuszczeniu Red Hot Chili Peppers, Frusciante kontynuował pisanie i nagrywanie materiału na album solowy. Prace nad albumem zaczął w wieku dziewięciu lat, jednak nigdy nie brał pod uwagę pokazania go szerszej publiczności. Przyjaciele (m.in. Johnny Depp, Perry Farrell, Gibby Haynes i były kolega z zespołu, Flea) zaczęli go zachęcać do wydania albumu napisanego w wolnym czasie w trakcie nagrywania piosenek na album Blood Sugar Sex Magik. Po namowach Frusciante zaczął nagrywać zakończenia utworów, które napisał od czasu swojego odejścia z Red Hot Chilli Peppers oraz produkować w połowie roku 1992. Proces produkcji utworów był wielokrotnie przerywany z powodu coraz większego uzależnienia muzyka od heroiny. Usually Just a T-Shirt była nagrana jako druga (stąd kolejność podtytułów), utwory, jakie się na niej znalazły Frusciante napisał tuż przed odejściem z Red Hot Chili Peppers. Efekt uzależnienia muzyka od heroiny widoczny jest w utworze „My Smile Is a Rifle”, gdzie tekst traktuje o używkach. Uzależnienie muzyka od heroiny i kokainy stało się większe w końcowym etapie nagrywania (koniec 1993; w tym samym czasie Frusciante rozważał porzucenie kariery muzyka i poświęcenie się malarstwu). Frusciante w tym okresie powiedział:

Zażywam narkotyki, gdyż wtedy jestem pewny, że jestem w kontakcie z pięknem. Nie pozwalam, by cała brzydota tego świata złamała moją duszę

(ang. „viewing drugs is for me the only way to make sure I stay in touch with beauty instead of letting the ugliness of the world corrupt my soul”)

Podczas wywiadu z 1994 roku, widocznie będący pod wpływem narkotyków Frusciante powiedział, że napisał swój pierwszy solowy album w celu stworzenia zalążka „ciekawej muzyki”. Uważał, że ówcześni artyści wydają materiał niewarty odnotowania i że niewielu wybija się ponad przeciętność. Narkotyki były głównym tematem, na którym Frusciante oparł Niandra Lades and Usually Just a T-Shirt. Zażywał coraz więcej środków odurzających, by pokonać depresję po opuszczeniu Red Hot Chilli Peppers oraz by poradzić sobie z odizolowaniem od swoich przyjaciół i rodziny. Kilka piosenek z albumu jest wyrazem niechęci Frusciantego do dużej popularności i sukcesu Red Hot Chili Peppers, jak np. „Blood on My Neck From Success”.
Niandra Lades and Usually Just a T-Shirt łączy awangardowe teksty Frusciantego wraz z jego metodą komponowania i pisania tekstów, zwaną strumieniem świadomości. Nagrał, zmiksował, wyprodukował album samodzielnie, zaś wydał go za pośrednictwem wytwórni Ricka Rubina, American Recordings. Warner Music, wytwórnia zespołu Red Hot Chilli Peppers, była pierwotnie właścicielem praw do albumu (zgodnie z kontraktem podpisanym z Frusciantego w trakcie jego odejściu z zespołu), jednak z powodu problemów muzyka (narkotyki, ponadto Frusciante był samotnikiem i samotny opuszczał zespół) wytwórnia przekazała prawa Rubinowi i pozwoliła mu wydać album za pośrednictwem American Recordings.

## Wydanie
| Data wydania | Wytwórnia           | Format | Numer katalogowy |
| ------------ | ------------------- | ------ | ---------------- |
| 8 marca 1994 | American Recordings | CD     | 9 45757-2        |
| 1994         | American Recordings | Kaseta | 45757            |
| 1999         | American Recordings | CD     | 45757            |
| 1999         | Sony Music          | CD     | 65933            |
| 2003         | American Recordings | CD     | 68               |
| 2006         | American Recordings | CD     | 59454426         |
| 2008         | Rhino Records       | CD     | 116084           |

Album wydany jest wraz z kolorową poligrafią, w której znajdują się teksty piosenek oraz kilka zdjęć Frusciantego zażywającego narkotyki lub palącego papierosy.
Niandra Lades and Usually Just a T-Shirt sprzedała się w nakładzie 45 000 kopii (stan na rok 1998; w tym roku Frusciante zdecydował o wstrzymaniu produkowania albumu i powrocie do Red Hot Chilli Peppers, w tym samym roku udał się na kurację odwykową). Razem z albumem promowany był krótkometrażowy film pt. „Stuff” ukazujący kulisy życia Frusciantego i warunki panujące w jego posiadłości. Film był dołączany do specjalnego wydania albumu. Tuż po wydaniu albumu Frusciante udzielił wywiadu, w którym stwierdził, że bazował swoją muzykę na nieznanych utworach takich artystów jak Syd Barrett i Captain Beefheart.
Album jest dedykowany Clarze, córce Michaela Balzary’ego, basisty Red Hot Chili Peppers. Frusciante wyznał, że jest to „najbardziej inteligentna, zaradna i elokwentna osoba”, jaką muzyk kiedykolwiek spotkał. Jednakże na wydaniu American Recordings z roku 1999 widnieje dedykacja „For Toni Lovingly, Niandra LaDes” (Dla Toni z miłością, Niandra LaDes). Jest to dedykacja dla Toni Oswald, ówczesnej dziewczyny Johna, której wokal słyszymy w utworze Untitled #9. Jest ona również autorką fotografii Frusciante w damskim przebraniu (kobiece alter ego Johna, czyli tytułowa Niandra LaDes), które widnieje na okładce płyty.

## Przyjęcie i następstwa
Niandra Lades and Usually Just a T-Shirt został wstępnie oceniony przez magazyn Billboard, tuż po wydaniu. Przedstawiciel magazynu powiedział, że:

Fani Red Hot Chilli Peppers mogą być zniechęceni za sprawą wymykającego się poza kanony, zaskakującego eksperymentalizmu emanującego z albumu (ang. "Chili Peppers fans might be daunted by the album’s elusive experimentalism")

Władze American Recordings nie przewidziały tego, że album będzie niedostępny i nieopłacalny w sklepach oferujących każdy rodzaj muzyki (ang. mainstream music stores). Niektóre sklepy zakazały sprzedaży albumu. Po wydaniu albumu Frusciante zagrał trzy małe koncerty oraz udzielił kilku wywiadów dla paru magazynów muzycznych w celu promocji albumu: w jednym z wywiadów stwierdził, że jego album zostanie zrozumiany jedynie przez tych ludzi, którzy „są w stanie wprowadzić swój mózg w stan odurzenia narkotykowego”. Przez krótki okres po wydaniu albumu Frusciante szukał muzyków do sformowaniu kwartetu, który wyruszyłby w trasę koncertową po Stanach Zjednoczonych. Po kilku tygodniach zaprzestał poszukiwań, gdyż według jego opinii nie znalazł zespołu, który „rozumiałby, dlaczego Ringo Starr jest dobrym perkusistą, grałby jak Igor Strawinski oraz zażywał narkotyki”. Pomysł o wyruszeniu w trasę koncertową został odrzucony również ze względu na stale pogarszający się stan zdrowia muzyka.
Niandra Lades and Usually Just a T-Shirt nie była szeroko oceniana, jednak zebrała generalnie pozytywne oceny od renomowanych krytyków. Steve Huey z serwisu AllMusic, który ocenił album na cztery gwiazdki w pięciogwiazdkowej skali, powiedział, że:

Album jest niespodziewanym i intrygującym pożegnaniem Frusciante z Red Hot Chilli Peppers. Rzadko spotykany układ piosenek w pierwszej części albumu przygotowuje grunt pod delikatną pracę gitary w części drugiej. Usually Just a T-Shirt zawiera dobry psychodeliczny podkład instrumentalny z wieloma trudno zauważalnymi efektami gitarowymi w tle. (ang. „the album was an intriguing and unexpected departure from Frusciante’s work with the Chili Peppers. The sparse arrangements of the first half help set the stage for the gossamer guitar work later on. Usually Just a T-Shirt containes pleasant psychedelic instrumentals with plenty of backward-guitar effects”)

Ned Raggett, również ekspert Allmusic stwierdził, że:

Nie ma nic tak olśniewającego jak cover utworu ‘The Big Takeover’ zespołu Bad Brains autorstwa Frusciante (ang. "There’s nothing quite so stunning as [Frusciante’s] magnificent remake of Bad Brains’ ‘The Big Takeover’.")

Adam Williams z serwisu PopMatters stwierdził, że:

Album uplasował się pomiędzy szaleństwem a mistrzostwem. Jest to ślad mocno intelektualnego artysty szukającego inspiracji i kreatywności (ang. The album fall[s] somewhere between madness and brilliance". It was a hint at a deeply cerebral artist looking within for inspiration and creativity)

Tim Kenneally z nowojorskiego magazynu High Times powiedział, że:

Album jest rewelacją. Jest jednocześnie dokuczająco intymny i zagadkowo zawoalowany, zasłonięty. Przepełniony autorskim strumieniem świadomości jest daleko przed swoją poprzednią funkową kapelą. Album odznacza się ponadświatową, ponadczasową jakością. (ang. "The album’s a revelation, both disturbingly intimate and cryptically veiled. Ladeled straight out of the guitarist’s stream of consciousness, it’s worlds away from the up-front, balls-out funk assault of his former band, with an ethereal, otherworldly quality.")

Album został skrytykowany przez magazyn Rolling Stone pomimo tego, że pierwsza recenzja była dość przychylna. Christian Hoard w pierwszej recenzji powiedział, że:

Album jest wielkim bałaganem. Jest to jednak fascynujący, często śliczny bałagan. Każdy słuchający albumu Niandra Lades and Usually Just a T-shirt może spodziewać się zmiksowanego, dobrego materiału (ang. "All in all, the album is a mess – but definitely a fascinating, often lovely mess. As one might expect of an album titled Niandra Lades and Usually Just a T-shirt this is twisted, cool stuff.")

Druga recenzja była już zdecydowanie negatywna:

Ekscentryczność Frusciante staje się amokiem. Album wygląda jak seria czterościeżkowych demo. Pierwsza część jest bardziej melodyjna od drugiej, bardziej eksperymentalnej części. Jedyne, co otrzymuje słuchacz to gitarowe zgrzyty w wykonaniu Frusciante oraz jego niepoukładany strumień świadomości (ang. Frusciante’s eccentricities run seriously amok. The album sounds like a string of four-track demos. The first part of the album is slightly more tuneful than the more ambient, experimental second section[…] Mostly what you get are Frusciante’s acoustic-guitar scratchings and stream-of-conscious ramblings.")

Boston Herald stwierdził, że podczas gdy album jest „popisem gitarowej wirtuozerii Frusciante” to śpiew „okropny; jego wysoki głos doprowadziłby psy twojego sąsiada do wścieklizny”.
Wraz z upływem lat uzależnienie muzyka od narkotyków pogłębiało się. Gazeta New Times LA nazwała go „szkieletem pokrytym cienką skórą”. Udzielił wywiadu dla holenderskiej telewizji VPRO – był to jego pierwszy występ w mediach od czasu opuszczenia Red Hot Chilli Peppers. W wywiadzie Frusciante mówi o pozytywnych skutkach zażywania narkotyków (szczególnie o pozytywnym oddziaływaniu na jego mózg) i z dumą wyznaje, że jest uzależniony (ang. junkie). Przyznaje otwarcie, że jest uzależniony od kokainy i heroiny oraz stwierdził, że jego stan zdrowia nigdy nie był lepszy niż obecnie. W 1997 roku Frusciante wydał swój drugi album solowy, Smile from the Streets You Hold, głównie w celu zgromadzenia środków pieniężnych na narkotyki. Smile from the Streets You Hold został wycofany z rynku w 1999 roku. Niandra Lades and Usually Just a T-Shirt została wydana ponownie w 1999 roku za pośrednictwem American Recordings. Frusciante zapowiedział reedycję albumu Smile from the Streets You Hold, jednak nigdy nie poinformował o dokładnej dacie wydania.

## Lista utworów
Wszystkie utwory napisane przez Johna Frusciante.

### Niandra Lades
1. „As Can Be” – 2:57
2. „My Smile Is a Rifle” – 3:48
3. „Head (Beach Arab)” – 2:05
4. „Big Takeover” (cover piosenki zespołu Bad Brains) – 3:18
5. „Curtains” – 2:30
6. „Running Away into You” – 2:12
7. „Mascara” – 3:40
8. „Been Insane” – 1:41
9. „Skin Blues” – 1:46
10. „Your Pussy’s Glued to a Building on Fire” – 3:17
11. „Blood on My Neck From Success” – 3:09
12. „Ten to Butter Blood Voodoo” – 1:59

### Usually Just a T-Shirt
1. Untitled – 0:34
2. Untitled – 4:21
3. Untitled – 1:50
4. Untitled – 1:38
5. Untitled – 1:30
6. Untitled – 1:29
7. Untitled – 1:42
8. Untitled – 7:55
9. Untitled – 7:04
10. Untitled – 0:25
11. Untitled – 1:51
12. Untitled – 5:27
13. Untitled – 1:52